# Sardulgarh
Sardulgarh é uma cidade e uma nagar panchayat no distrito de Mansa, no estado indiano de Punjab.

## Geografia
Sardulgarh está localizada a 29° 42′ N, 75° 15′ L. Tem uma altitude média de 210  metros (688  pés).

## Demografia
Segundo o censo de 2001, Sardulgarh tinha uma população de 16,315 habitantes. Os indivíduos do sexo masculino constituem 54% da população e os do sexo feminino 46%. Sardulgarh tem uma taxa de literacia de 54%, inferior à média nacional de 59.5%: a literacia no sexo masculino é de 59% e no sexo feminino é de 48%. Em Sardulgarh, 15% da população está abaixo dos 6 anos de idade.